# Rijksbeschermd gezicht Utrecht Oost
Stadsgezicht Utrecht-Oost is een van rijkswege beschermd stadsgezicht in de wijken Oost en Noordoost van de Nederlandse gemeente Utrecht. De procedure voor aanwijzing werd gestart op 21 september 2005. Het gebied werd in 2013 aangewezen. Het beschermd gezicht beslaat een oppervlakte van 106 hectare.
Het gebied omvat onder meer de Maliebaan, het Wilhelminapark, het Veeartsenijterrein, de buitenplaats Het Hoogeland, een rosarium en de begraafplaats Sint Barbara.
Panden die binnen een beschermd gezicht vallen krijgen niet automatisch de status van beschermd monument. Wel zal de gemeente het bestemmingsplan aanpassen om nieuwe ontwikkelingen in het gebied te reguleren. De gezichtsbescherming richt zich op de stedenbouwkundige en cultuurhistorische waardering van een gebied en wil het toekomstig functioneren daarvan veiligstellen.